# 棉兰老穆斯林自治区
棉兰老穆斯林自治区是1989年－2019年存在于菲律宾南部的一个穆斯林自治区，包括了以穆斯林人口为主的巴西兰省（除伊薩貝拉市）、南拉瑙省、苏禄省、塔威塔威省、瑪京达瑙省和马拉维市。该大区拥有自己的政府，驻于哥打巴托市。该大区面积26974平方公里，人口4120795（2007年）。

## 歷史
民答那峨島原住民自稱為莫洛人，早在14世紀已定居在此。16世紀西班牙帝國的征服者統治了菲律賓並傳入羅馬天主教，在民答那峨島遭遇原住民激烈反抗，使西班牙未能完全控制此地區。1898年美國在美西戰爭後取得菲律賓，開始將菲律賓其他地區的居民計畫性的遷徙到民答那峨島，此種政策一直延續到菲律賓馬可仕總統時期，使得穆斯林在民答那峨成為少數民族並被迫離開原居住地。
1968年3月18日發生的賈比達大屠殺使得莫洛人開始組織穆斯林武裝對抗當時的马科斯政府，1972年最強大的武裝組織成立了莫洛民族解放陣線，成為穆斯林與中央政府對抗的主力。1976年，马科斯政府與摩洛民族解放阵线簽署的黎波里協定決議設立「民答那峨穆斯林自治區」，遲至1990年民答那峨穆斯林自治區才正式成立，1996年9月菲律賓政府與摩洛民族解放阵线簽署最終和平協議。
莫洛民族解放陣線裡不願接受自治安排的派系於簽署協定的隔年1977年離開該組織，並於1984年成立莫洛伊斯蘭解放陣線，目前發展為菲律賓規模最大的分離組織。2012年10月時任菲律賓總統艾奎諾三世與摩洛伊斯兰解放阵线簽署《邦薩摩洛框架協議》，2018年7月繼任總統杜特蒂促成菲律賓國會通過《邦萨摩洛組織法》，目標是設立邦萨摩洛自治區。2019年1月21日，民答那峨穆斯林自治區、哥打巴托市和伊薩貝拉市舉辦第一階段公民投票，壓倒性支持成立「棉兰老穆斯林邦萨摩洛自治区」，來取代原本的穆斯林自治區。
2019年2月6日北拉瑙省和哥打巴托省的部分城鎮也舉辦了第二階段公投，其中哥打巴托省有63座村莊公投加入邦萨摩洛自治區，而北拉瑙省雖也有6座村莊願意加入邦萨摩洛自治區，但北拉瑙省公投卻拒絕放行。

## 參见
- 邦薩摩洛框架協議